# Rogów (gmina w guberni kieleckiej)
Rogów (do 1868 i od 1874 Opatowiec) – dawna gmina wiejska istniejąca przejściowo w drugiej połowie XIX wieku w guberni kieleckiej. Siedzibą władz gminy był Rogów.
Za Królestwa Polskiego gmina Rogów należała do powiatu pińczowskiego w guberni kieleckiej. Gmina nie występuje w wykazach z 1867 i 1868 (figuruje pod nazwą gmina Opatowiec); nazwa gmina Rogów pojawia się po raz pierwszy 13 stycznia 1870, kiedy to do gminy Rogów przyłączono pozbawiony praw miejskich Opatowiec.
W 1874 roku gminę przemianowano z powrotem na Opatowiec. Brak informacji o dacie zmiany nazwy, lecz w wykazach z 1877 i 1887 roku gmina występuje już pod nową nazwą.